# بخش ووتونگکیائو
بخش ووتونگکیائو (به لاتین: Wutongqiao District) یک منطقهٔ مسکونی در چین است که در لیشان واقع شده‌است. بخش ووتونگکیائو ۴۷۴ کیلومتر مربع مساحت دارد.